# Иван Перпелиев
Иван Колев Перпелиев е български учител и политик от БКП.

## Биография

### Произход, ранни години
Иван Перпелиев е роден на 13 август 1909 г. в село Горно Белево, Чирпанско, в бедно селско семейство. Завършва средно педагогическото училище в Казанлък и в периода 1930 – 1932 г. и 1932 – 1933 г. е преподавател в с. Река, Смолянско и в с. Арапово, Асеновградско, откъдето по-късно е уволнен заедно със съпругата си Евгения Перпелиева поради комунистически убеждения. Отнето им е правото да бъдат учители на цялата територия на Царство България.
Член е на БРП (к.) от 1929 г. и между 1929 – 1930 г. образува партийна група в селото, на която е секретар известно време. От 1933 – 1934 г. работи като земеделец в селото, а до 1935 г. е бакалин в Пловдив. Бил е член на Окръжния комитет на МОПР в Пловдив, но през 1935 г., до 1936 г., се завръща в селото си, където отново е земеделец. С идването на 1936 г., той е политзатворник в Пловдивския и Сливенския затвор, заради конспиративна дейност, където остава до 1937 г. На следващата година, до 1939 г., е войник и отново земеделец в родното си село.
Между 1939 – 1942 г. е директор на кооперация в село Фердинандово (днес с. Първенец), Пловдивско. Членува в нелегалния Районен комитет на ОФ за Пловдив, но е уволнен по чл. 20 по закона за надзора върху кооперативните служители. След това е управител на фабрика в Пловдив и член на Областния комитет на ОФ. Непосредствено преди 9 септември е член и на Външната комисия при Областния комитет на партията.

### Професионална кариера
След 9 септември 1944 г. е завеждащ стопанския съвет при Областния комитет на ОФ в Пловдив (до 1945 г.). Кмет е на Пловдив от 22 март 1945 до 19 ноември 1949 г. и същевременно член на Областния комитет на БРП (к.), по-късно БКП. Преди това е бил председател на Градския съвет и член на бюрото на Градския комитет на партията. След 1949 г. се установява в София, където последователно е зам.-министър на строителството и зам. министър на външната търговия. След Априлския пленум е изпратен на дипломатическа работа във ФРГ – търговски представител с ранг „посланик“ във Франкфурт на Майн.
Умира на 15 декември 1963 г. в София, България

## Семейство
Има трима сина – Николай (1934 – 1995), Григор (1940 – 1989) и Владимир (1946 – 2008). Неговият внук – син на Владимир – Александър Перпелиев /р. 1974 г./ е български социолог, журналист и сценарист, главен редактор на социалистическия вестник „Дума“, между 2007 – 2008 г.